# Żółno
Żółno est une localité polonaise de la gmina rurale de Lipusz située dans le powiat de Kościerzyna en voïvodie de Poméranie. Elle se trouve à environ 14 km au nord-est de Bytów, 14 km à l'ouest de Kościerzyna et 66 km à l'ouest de la capitale régionale Gdańsk.

## Géographie

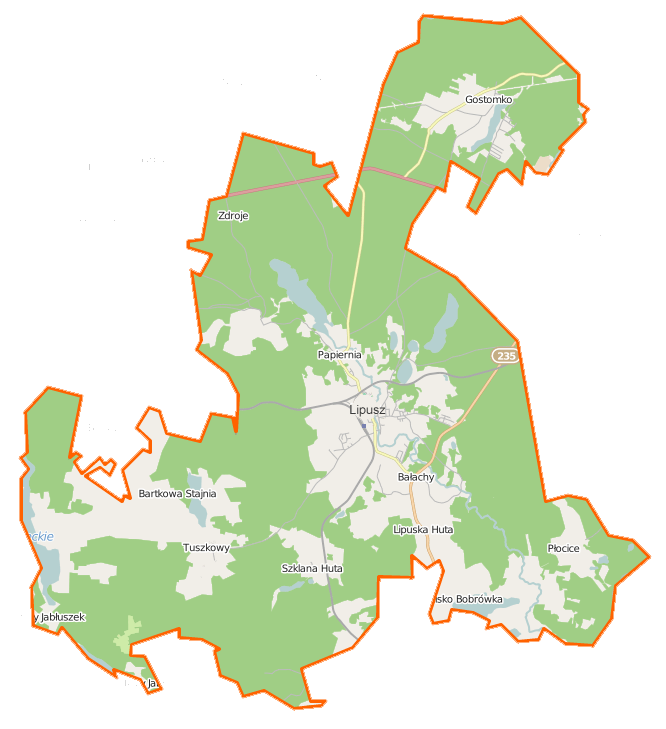
Carte de la gmina de Lipusz.